# Gestreepte honingvogel
De gestreepte honingvogel (Pachyglossa agilis aeruginosa, synoniem Dicaeum aeruginosum) is een zangvogel uit de familie Dicaeidae (bastaardhoningvogels). Eerder werd deze vogel beschouwd als een aparte soort maar bij een taxonomische herziening in 2025 is het een ondersoort geworden van de dikbekhoningvogel (Pachyglossa agilis).

## Algemeen
Mannetjes en vrouwtjes van de gestreepte honingvogel lijken sterk op elkaar. Het mannetje is iets groter dan het vrouwtje. De verschillende ondersoorten verschillen enigszins door de kleur van de rug en de breedte van de strepen op de onderzijde. P. a. aeruginosa en P. a. striatissima hebben brede strepen en P. a. affinis heeft smalle strepen. P. a. striatissima heeft verder een bruine bovenzijde met een olijfkleurige gloed. De plek voor de ogen is witachtig. De staart en de veren van de vleugels zijn donkerbruin met wat vaalwit aan de randen van de veren. De onderzijde is bruin en wit gestreept. De onderzijde van de staart is witachtig net als de onderzijde van de vleugels. De gestreepte honingvogel heeft een korte dikke snavel. De bovenkant van de snavel is bruin en de onderkant grijs. De ogen zijn rood en de poten zwart. Deze soort wordt inclusief staart 10,5 centimeter en heeft een vleugellengte van 6,5 centimeter.
De gestreepte honingvogel is schuwer dan veel andere bastaardhoningvogels en heeft als opvallend kenmerk dat ze met haar staart van links naar rechts wiebelt tijdens het lopen.

## Verspreiding en leefgebied
Deze vogel komt voor in de Filipijnen en telt drie ondersoorten:
- P. a. aeruginosa (Cebu, Mindanao, Mindoro en Negros);
- P. a. affinis (Palawan);
- P. a. striatissima (Catanduanes, Lubang, Luzon, Romblon en Sibuyan).

De gestreepte honingvogel is alleen of in groepjes te vinden in de boomtoppen van bossen, bosranden, en secundair woud. 